# 바탈린-빌코비스키 대수
이론물리학과 수학에서 바탈린-빌코비스키 대수(영어: Batalin–Vilkovisky algebra)는 게이지 이론을 BRST 양자화할 때 등장하는 대수이다.

## 정의

### 고차 미분 연산자
(단위원을 갖는) 정수 등급 가환 결합 대수
{\displaystyle A=\bigoplus _{i\in \mathbb {Z} }A_{i}}
{\displaystyle ab=(-)^{\deg a\deg b}ba}
가 주어졌다고 하자. 이제, 왼쪽 곱셈 연산자
{\displaystyle {\mathsf {L}}_{a}b=ab}
및 초괄호
{\displaystyle [a,b\}=ab-(-)^{\deg a\deg b}ba}
를 정의할 수 있다. 초괄호는 또한 등급을 갖는 동차 연산자에 대해서도 정의될 수 있다.
이 위의 연산자
{\displaystyle D\colon A_{\bullet }\to A_{\bullet _{k}}}
{\displaystyle \deg D=k}
가 다음 두 조건을 만족시킨다면, 이를 {\displaystyle n}차 {\displaystyle k}등급 미분 연산자(영어: {\displaystyle n}th-order degree-{\displaystyle k} operator)라고 한다.
{\displaystyle D(1_{A})=0}
{\displaystyle [\dotso [[D,{\mathsf {L}}_{a_{0}}\},{\mathsf {L}}_{a_{1}}\},\dotsc ,{\mathsf {L}}_{a_{n}}\}(1_{A})=0\qquad \forall a_{0},\dotsc ,a_{k}\in A}
여기서 초괄호에서 {\displaystyle \deg {\mathsf {L}}_{a}=\deg a} 및 {\displaystyle \deg D=k}로 간주한다.
예를 들어, 0차 미분 연산자의 경우
{\displaystyle D1=0}
인 것이다. 1차 미분 연산자는
{\displaystyle 0=[[D,{\mathsf {L}}_{a}\},{\mathsf {L}}_{b}\}1=D(ab)-(-)^{k\deg a}a(Db)-(-)^{(k+\deg a)\deg b}b(Da)}
인 것이다. 즉,
{\displaystyle D(ab)=(Da)b+(-)^{k\deg a}a(Db)}
이며, 이는 곱 규칙이다.
홀수 등급 2차 미분 연산자 {\displaystyle \Delta }는
{\displaystyle \Delta (abc)-\Delta (ab)c-(-1)^{\deg a}a\Delta (bc)-(-1)^{(\deg a+1)\deg b}b\Delta (ac)+\Delta (a)bc-(-1)^{\deg a}a\Delta (b)c+(-1)^{\deg(ab)}ab\Delta (c)=0}
를 만족시킨다.

### 거스틴해버 괄호
등급 가환 결합 대수
{\displaystyle A=\bigoplus _{i\in \mathbb {Z} }A_{i}}
및 {\displaystyle A} 위의 사슬 복합체 구조
{\displaystyle \partial \colon A_{\bullet }\to A_{\bullet -1}}
{\displaystyle \partial _{1}=0}
가 주어졌다고 하자. 그렇다면, 다음과 같은 일련의 괄호들을 정의할 수 있다.
{\displaystyle \Phi ^{n+1}(a_{0},a_{1},\dotsc ,a_{n})=[[\dotsb [[\partial ,{\mathsf {L}}_{a_{0}}\},{\mathsf {L}}_{a_{1}}\},\dotsc \},{\mathsf {L}}_{a_{n}}\}1}
이를 {\displaystyle n+1}항 거스틴해버 괄호라고 한다. 예를 들어
{\displaystyle \Phi ^{0}()=0}
{\displaystyle \Phi ^{1}(a)=\partial a}
{\displaystyle \Phi ^{2}(a,b)=\partial (ab)-(-)^{\deg a}a\partial b-(\partial a)b}
이다. 그렇다면, 곱셈 구조를 잊으면,
{\displaystyle (A,\Phi ^{\bullet })}
는 L∞-대수를 이룬다.
물론, 만약 {\displaystyle \partial }이 {\displaystyle n}차 미분 연산자라면, 오직 {\displaystyle \Phi ^{1},\dotsc ,\Phi ^{n}}만이 0이 아닐 수 있다.
바탈린-빌코비스키 대수에는 다음과 같은 거스틴해버 괄호(영어: Gerstenhaber bracket) 또는 반괄호(영어: antibracket) {\displaystyle (a,b)}를 정의할 수 있다.
{\displaystyle (a,b)=(-1)^{\deg a}\Phi ^{2}(a,b)}
이는 다음과 같은 성질들을 따른다.
- (차수 −1) {\displaystyle \deg(a,b)=\deg a+\deg b-1}
- (등급가환성) {\displaystyle (a,b)=-(-1)^{(\deg a+1)(\deg b+1)}(b,a)}
- (등급 야코비 항등식) {\displaystyle (-1)^{(\deg a+1)(\deg c+1)}(a,(b,c))+(-1)^{(\deg b+1)(\deg a+1)}(b,(c,a))+(-1)^{(\deg c+1)(\deg b+1)}(c,(a,b))=0}
- (등급 라이프니츠 규칙) {\displaystyle (ab,c)=a(b,c)+(-1)^{\deg a\deg b}b(a,c)}

### 바탈린-빌코비스키 대수
바탈린-빌코비스키 대수 {\displaystyle (A,\Delta )}는 다음과 같은 데이터로 구성된다.:§8
- 등급 가환 결합 대수 {\displaystyle A=\bigoplus _{i\in \mathbb {Z} }A_{i}}
- {\displaystyle A} 위의 2차 −1등급 미분 연산자 {\displaystyle \Delta \colon A_{\bullet }\to A_{\bullet -1}}. 이를 바탈린-빌코비스키 라플라스 연산자라고 한다.

## 게이지 이론의 양자화
바탈린-빌코비스키 대수는 게이지 이론의 양자화에 등장한다. 이 경우, 바탈린-빌코비스키 대수의 등급은 유령수(ghost number)가 된다.
게이지 이론이 장 {\displaystyle \phi ^{i}}와 고전적 작용 {\displaystyle S_{0}(\phi )}에 의해 정의된다고 하자. 또한, 이 이론에 다음과 같은 게이지 변환들이 존재한다고 하자.
{\displaystyle \delta \phi ^{i}=R_{\alpha _{1}}^{i}\epsilon ^{\alpha _{1}}}
여기서 {\displaystyle \epsilon ^{i_{1}}}는 게이지 변환 매개변수이다. 또한, 게이지 변환들 사이에 관계들이 있을 수 있다. 즉, 다음과 같은 꼴의 관계가 존재한다.
{\displaystyle R_{i_{p+1}}^{i_{p}}R_{i_{p}}^{i_{0}}=C_{\alpha _{p+1}}^{ij}{\frac {\delta S_{0}}{\delta \phi ^{j_{0}}}}}
이다. 여기서 {\displaystyle C_{\alpha _{p+1}}^{ij}}는 임의의 텐서이다. 즉, 일반적으로 게이지 이론은
- 1차 게이지 변환 {\displaystyle \delta \phi ^{i}/\delta \epsilon ^{\alpha _{1}}}
- 2차 게이지 변환 {\displaystyle \delta \epsilon ^{\alpha _{1}}/\delta \epsilon ^{\alpha _{2}}}
- 3차 게이지 변환 {\displaystyle \delta \epsilon ^{\alpha _{2}}/\delta \epsilon ^{\alpha _{3}}}

등의 일련의 고차 게이지 변환들을 가진다.
그렇다면 바탈린-빌코비스키 양자화에서는 각 (고차) 게이지 변환 {\displaystyle \delta /\delta \epsilon ^{\alpha _{p}}}에 대응하는 유령장 {\displaystyle c^{\alpha _{p}}}을 정의한다. 유령장은 대응하는 게이지 변환의 통계와 반대 통계를 따른다. (즉, 일반적 게이지 변환의 경우 페르미온, 초대칭 게이지 변환의 경우 보손이다.) 유령장 및 물리적 장 {\displaystyle \phi ^{i}}에 대응하는 반대장(反對場, 영어: antifield) {\displaystyle \phi _{i}^{*}}, {\displaystyle c_{\alpha _{p}}^{*}}를 정의하자. 반대장들은 대응하는 장과 반대 통계를 따른다. 또한, 이들 장들에 유령수(幽靈數, 영어: ghost number)라는 차수를 붙인다. 물리적 장은 유령수 0, {\displaystyle p}차 게이지 변환에 대응하는 유령장은 유령수 {\displaystyle p}, 그리고 유령수 {\displaystyle g}에 대응하는 반대장은 유령수 {\displaystyle -g-1}을 가진다. 이를 표로 적으면 다음과 같다.
| 장            | 기호                                | 통계 {\displaystyle \sigma (\Phi ^{A})} (+1: 보손, −1: 페르미온)              | 유령수 {\displaystyle \deg \Phi ^{A}} |
| ------------- | ----------------------------------- | ----------------------------------------------------------------------------- | ------------------------------------- |
| 물리적 장     | {\displaystyle \phi ^{i}}           | {\displaystyle \sigma (\phi ^{i})} (보손: +1, 페르미온: −1)                   | 0                                     |
| 물리적 반대장 | {\displaystyle \phi _{i}^{*}}       | {\displaystyle -\sigma (\phi ^{i})}                                           | −1                                    |
| 유령장        | {\displaystyle c^{\alpha _{p}}}     | {\displaystyle -\sigma (\epsilon ^{\alpha _{p}})} (일반 대칭: −1, 초대칭: +1) | {\displaystyle p}                     |
| 유령 반대장   | {\displaystyle c_{\alpha _{p}}^{*}} | {\displaystyle \sigma (\epsilon ^{\alpha _{p}})}                              | {\displaystyle -p-1}                  |

즉, 장들은 유령수에 따라 등급대수를 이룬다.

### Δ 연산자와 거스틴해버 괄호
모든 장들을 통칭해
{\displaystyle \Phi ^{A}=(\phi ^{i},c^{\alpha _{p}})}
{\displaystyle \Phi _{A}^{*}=(\phi _{i}^{*},c_{\alpha _{p}}^{*})}
로 적자. 장들의 등급대수에 다음과 같은 Δ 연산자를 정의할 수 있다.
{\displaystyle \Delta =(-1)^{\sigma (\Phi ^{A})}{\frac {\delta ^{L}}{\delta \Phi ^{A}}}{\frac {\delta ^{L}}{\delta \Phi _{A}^{*}}}}
또한, 거스틴해버 괄호는 다음과 같다.
{\displaystyle (X,Y)={\frac {\delta ^{R}X}{\delta \Phi ^{A}}}{\frac {\delta ^{L}Y}{\delta \Phi _{A}^{*}}}-{\frac {\delta ^{R}X}{\delta \Phi _{A}^{*}}}{\frac {\delta ^{L}Y}{\delta \Phi ^{A}}}.}
이렇게 연산자들을 정의하면, 장들의 등급대수는 바탈린-빌코비스키 대수를 이룬다. 여기서 {\displaystyle \delta ^{L}/\delta \Phi ^{A}}와 {\displaystyle \delta ^{R}/\delta \Phi ^{A}}는 각각 좌·우미분이다.

### 고전 으뜸 방정식
고전적 작용 {\displaystyle S_{0}(\phi ^{i})}는 유령수 0의 원소이다. 게이지 고정을 하려면, 여기에 유령장 및 반대장들을 추가하여 다음과 같은 꼴로 교정하여야 한다.
{\displaystyle S=S_{0}+S_{1}+S_{2}+\dots }
여기서 {\displaystyle S_{p}}는 {\displaystyle p}개의 유령장의 곱을 포함하며, 그 유령수를 상쇄시키는 반대장들을 포함한다. 즉, {\displaystyle S}의 유령수는 0이다.
{\displaystyle \deg S=0}
이렇게 교정된 작용 {\displaystyle S}는 다음과 같은 고전 으뜸 방정식(영어: classical master equation)을 만족시킨다.
{\displaystyle (S,S)=0}
이로부터 {\displaystyle S}를 완전히 계산할 수 있다.
이 경우, 이론의 BRST 대칭은
{\displaystyle \delta _{\text{BRST}}=(S,\cdot )}
의 꼴이다. 이 경우 자동적으로
{\displaystyle \delta _{\text{BRST}}S=(S,S)=0}
이 된다. 작용은 유령수가 0이고 거스틴해버 괄호는 유령수가 1이므로, BRST 대칭은 유령수를 1만큼 증가시킨다.
{\displaystyle \delta _{\text{BRST}}^{2}=0}임을 쉽게 확인할 수 있다. 따라서, 이에 대한 코호몰로지
{\displaystyle H^{p}(\delta _{\text{BRST}})}
를 정의할 수 있다. 관측가능량들은 0차 BRST 코호몰로지 {\displaystyle H^{0}(\delta _{\text{BRST}})}의 원소이다. 고전적인 연산자 {\displaystyle O_{0}}가 주어지면, 여기에 유령장을 포함하는 항들을 추가하여, BRST 불변이게 만들어야 한다.
{\displaystyle O=O_{0}+O_{1}+O_{2}+\cdots }
{\displaystyle \delta _{\text{BRST}}O=(S,O)=0}

### 게이지 고정
유령항을 추가한 뒤, 경로 적분을 사용하려면 작용을 게이지 고정시켜야 한다. 이를 위해 유령수가 −1이고, 반대장들을 포함하지 않는 페르미온 연산자 {\displaystyle \psi }를 선택하자. 이를 게이지 고정 페르미온(영어: gauge-fixing fermion)이라고 한다. 이러한 연산자가 주어지면, 작용에서 반대장을 다음과 같이 치환한다.:§6:§6.1
{\displaystyle \Phi _{A}^{*}\mapsto {\frac {\delta \psi }{\delta \Phi ^{A}}}}
작용에서 반대장들을 이렇게 치환하게 되면, 게이지가 고정된다.
게이지 고정 페르미온은 &minus1;의 유령수를 가져야 하는데, 반대장이 아닌 장들은 모두 음이 아닌 유령수를 가진다. 이 때문에 이론에 음의 유령수를 가진 보조장들을 추가하여야 한다.:§6.2

### 양자 으뜸 방정식
양자화를 하게 되면, 작용뿐만 아니라 경로 적분의 측도 또한 BRST 불변이어아 한다. 측도가 BRST 불변일 필요충분조건은
{\displaystyle \Delta S=0}
이다.:§6 예를 들어, 양-밀스 이론의 경우 이 조건이 성립한다.
만약 측도가 BRST 불변이 아니라면, 작용에 적절한 항들을 추가하여 이를 상쇄시켜야 한다. 이는 플랑크 상수 {\displaystyle \hbar }에 비례하게 된다. 즉, {\displaystyle S={\hat {S}}^{(0)}}으로 놓으면,
{\displaystyle {\hat {S}}={\hat {S}}^{(0)}+\hbar S^{(1)}+\hbar ^{2}S^{(2)}+\cdots }
이다. 이에 대한 양자 으뜸 방정식(영어: quantum master equation)은
{\displaystyle \Delta (\exp(i{\hat {S}}/\hbar ))=0}
이다.:§9 다음 표현은 위와 동치이다.
{\displaystyle ({\hat {S}},{\hat {S}})=2i\hbar \Delta {\hat {S}}}
이다. 이를 전개하면
{\displaystyle ({\hat {S}}^{(0)},{\hat {S}}^{(0)})=0}
{\displaystyle ({\hat {S}}^{(0)},{\hat {S}}^{(1)})=i\Delta {\hat {S}}^{(0)}}
{\displaystyle ({\hat {S}}^{(0)},{\hat {S}}^{(2)})+{\frac {1}{2}}({\hat {S}}^{(1)},{\hat {S}}^{(1)})=i\Delta {\hat {S}}^{(1)}}
등등의 일련의 식들을 얻는다. 이 가운데 처음 방정식이 고전 으뜸 방정식이다.
피적분량 {\displaystyle X}를 위와 같이 게이지 고정시켜 경로 적분한다고 하자. 이 적분이 게이지 고정 페르미온의 선택에 의존하지 않으려면, 그 바탈린-빌코비스키 라플라스 연산자가 0이어야 한다.:§6.1 따라서, 연산자를 삽입하지 않은 경로 적분
{\displaystyle \int \exp(iS/\hbar )}
를 고려하면 양자 으뜸 방정식
{\displaystyle \Delta \exp(iS/\hbar )=0}
이 만족되어야 함을 알 수 있다. 연산자 {\displaystyle O}가 삽입된 경로 적분의 경우, 마찬가지로
{\displaystyle (W,O)=i\hbar \Delta O}
가 성립해야 한다. 이는 스토크스 정리와 유사하게 생각할 수 있다. 즉, 경로 공간(장들의 무한 차원 짜임새 공간) 위에서, {\displaystyle \exp(iS/\hbar )}를 다중벡터(multivector)로 생각하자. 경로 적분의 측도 {\displaystyle D\Phi }를 짜임새 공간 위의 미분형식으로 생각하면, {\displaystyle D\Phi \,\exp(iS/\hbar )}는 경로 공간 위의 미분형식이고, 그 외미분은 바탈린-빌코비스키 연산자 {\displaystyle \Delta }이다. 즉, Δ-코호몰로지에서는 부분적분에 따라, 임의의 부분공간 {\displaystyle N} 위의 적분은
{\displaystyle \int _{N}\Delta X=0}
이고, 또한 만약 {\displaystyle \Delta Y=0}이라면
{\displaystyle \int _{N}Y}
는 {\displaystyle N}의 무한소 변화에 의존하지 않는다 (즉, {\displaystyle N}의 호몰로지류에만 의존한다). 게이지 이론의 양자화에서는 {\displaystyle D\Phi \,O\exp(iS/\hbar )}가 닫혀 있다면, 경로 적분은 게이지 고정의 변화에 의존하지 않는다.

## 예

### 양-밀스 이론
로런츠 지표는 {\displaystyle \mu ,\nu ,\dots }로, 게이지 리 대수 지표는 {\displaystyle a,b,\dots }로 쓰자.
비가환 양-밀스 이론의 경우, 게이지장 {\displaystyle A_{\mu }^{a}}는 다음과 같은 게이지 대칭을 가진다.
{\displaystyle \delta A_{\mu }^{a}=\partial _{\mu }\epsilon ^{a}+gf^{abc}A_{\mu }^{b}\epsilon ^{c}}
따라서, 이에 대응하는 반가환 유령장 {\displaystyle c^{a}} 및 반대장 {\displaystyle \phi _{a}^{*}}, {\displaystyle c_{a}^{*}}가 존재한다. 작용
{\displaystyle S_{0}=-{\frac {1}{4}}\int d^{d}x\,F^{2}}
에 유령항들을 추가하면 다음과 같은 BRST 불변 작용을 얻는다.:§5.2
{\displaystyle S=S_{0}+\int d^{d}x\,A_{a}^{*\mu }D_{\mu }c^{a}+{\frac {1}{2}}\int d^{d}x\,c_{a}^{*}f^{a}{}_{bc}c^{b}c^{c}}
게이지 고정을 위해, 유령수 −1의 페르미온 {\displaystyle {\bar {c}}_{a}}와 유령수 0의 보손 {\displaystyle b_{a}}를 추가하고, 작용에 다음과 같은 보조장항을 더하자.:§6
{\displaystyle S'=S-i\int d^{d}x\,{\bar {c}}^{*a}b_{a}}
그렇다면 게이지 고정 페르미온
{\displaystyle \psi =i\int d^{d}x\,{\bar {c}}_{a}\left(\partial ^{\mu }A_{\mu }^{a}+\xi b^{a}/2\right)}
를 삽입한다. 여기서 {\displaystyle \xi }는 임의의 상수다. 이렇게 하여 반대장들을 치환하면, 다음과 같은 게이지 고정 작용을 얻는다.
{\displaystyle S=\int d^{d}x\,\left(-{\frac {1}{4}}F^{2}-i\partial ^{\mu }{\bar {c}}_{a}D_{\mu }c^{a}+\left(\partial ^{\mu }A_{\mu }^{a}+\xi b^{a}/2\right)b_{a}\right)}
| 장               | 기호                               | 통계 | 유령수 |
| ---------------- | ---------------------------------- | ---- | ------ |
| 게이지 장        | {\displaystyle A_{\mu }^{a}}       | +    | 0      |
| 게이지 반대장    | {\displaystyle A_{a}^{*\mu }}      | −    | −1     |
| 유령장           | {\displaystyle c^{a}}              | −    | 1      |
| 유령 반대장      | {\displaystyle c_{a}^{*}}          | +    | −2     |
| 보조장           | {\displaystyle b_{a}}              | +    | 0      |
| 보조 반대장      | {\displaystyle b_{a}^{*}}          | −    | −1     |
| 보조 유령장      | {\displaystyle {\bar {c}}^{a}}     | −    | −1     |
| 보조 유령 반대장 | {\displaystyle {\bar {c}}_{a}^{*}} | +    | 0      |

### 미분형식 전기역학
p차 미분형식 전기역학의 경우, p차 미분형식 게이지 퍼텐셜 {\displaystyle A^{(p)}}는 다음과 같은 게이지 변환들을 가진다.
{\displaystyle {\frac {\delta A^{(p)}}{\delta \epsilon ^{(p-1)}}}=d\epsilon ^{(p-1)}}
{\displaystyle {\frac {\delta \epsilon ^{(p-1)}}{\delta \epsilon ^{(p-2)}}}=d\epsilon ^{(p-2)}}
⋮
{\displaystyle {\frac {\delta \epsilon ^{(1)}}{\delta \epsilon ^{(0)}}}=d\epsilon ^{(0)}}
여기서 {\displaystyle \epsilon ^{(k)}}는 {\displaystyle k}차 미분형식이다. 따라서, 다음과 같은 유령장들과 반대장들이 존재한다.
| 장            | 기호                     | 통계 | 유령수 |
| ------------- | ------------------------ | ---- | ------ |
| 게이지 장     | {\displaystyle A^{(p)}}  | +    | 0      |
| 유령장        | {\displaystyle c^{(k)}}  | −    | p−k    |
| 게이지 반대장 | {\displaystyle A^{*(p)}} | −    | −1     |
| 유령 반대장   | {\displaystyle c^{*(k)}} | +    | k−p−1  |

유령항을 추가한 작용은 다음과 같다.:§5.5
{\displaystyle S=\int d^{d}x\,\left(-{\frac {1}{2}}F^{(p+1)}\wedge *F^{(p+1)}+*A^{*(p)}\wedge dc^{(p-1)}+\sum _{k=0}^{p-2}*c^{*(k+1)}\wedge dc^{(k)}\right)}

## 역사
이고리 아니톨리예비치 바탈린(러시아어: И́горь Анато́льевич Бата́лин)과 그리고리 알렉산드로비치 빌코비스키(러시아어: Григо́рий Александро́вич Вилковы́ский)가 초중력을 양자화하기 위해 도입하였다. 이후 바탈린-빌코비스키 양자화는 닫힌 끈 장론 등을 양자화하는 데 쓰였다.

## 같이 보기
- 거스틴해버 대수